# Caspiohydrobia gemmata
Caspiohydrobia gemmata е вид охлюв от семейство Hydrobiidae.

## Разпространение и местообитание
Видът е разпространен в Азербайджан (Нахичеван), Европейска част на Русия, Иран, Казахстан и Туркменистан.
Обитава пясъчните дъна на сладководни и полусолени басейни и морета.